# تقی لطیفی
سرلشکر تقی لطیفی رئیس آجودانی ژاندارمری کشور بود که در خلال انقلاب ۵۷ در ۹ بهمن ۱۳۵۷در حال عبور از خیابان کارگر شمالی در میدان ۲۴ اسفند به دست مردم افتاد. مردم خشمگین که سرلشکر لطیفی را با لباس نظامی دیدند، اقدام به درگیری کرده و ماشین او را با کوکتل ملوتوف آتش زدند. سرلشکر لطیفی با دست‌های بالا برده از خودرو پیاده شد و توسط مردم مورد حمله قرار گرفت. بین مردم اختلاف بود که ژنرال را به دانشگاه ببرند تا روحانیون متحصن تکلیفش را روشن کنند یا همان‌جا به باد کتک بگیرند. اما تا به تفاهم برسند او را به شدت با چاقو و چماق و لگد مضروب کردند. در نهایت، ژنرال نیمه جان را پس از اختلاف نظر به مسجد دانشگاه تهران نزد روحانیون بردند. در دانشگاه، آیت الله طالقانی دستور داد وی را که به شدت مجروح بود به بیمارستان ببرند. به این ترتیب وی به بیمارستان ۵۰۱ ارتش منتقل شد و بهبود بافت .سراشکر لطیفی سال‌های بعد از انقلاب ۵۷ را  اکثرا در ایران گذراند و در دهه ۹۰ زندگی در ایران فوت کرد.